# Central térmica de Zmiivska

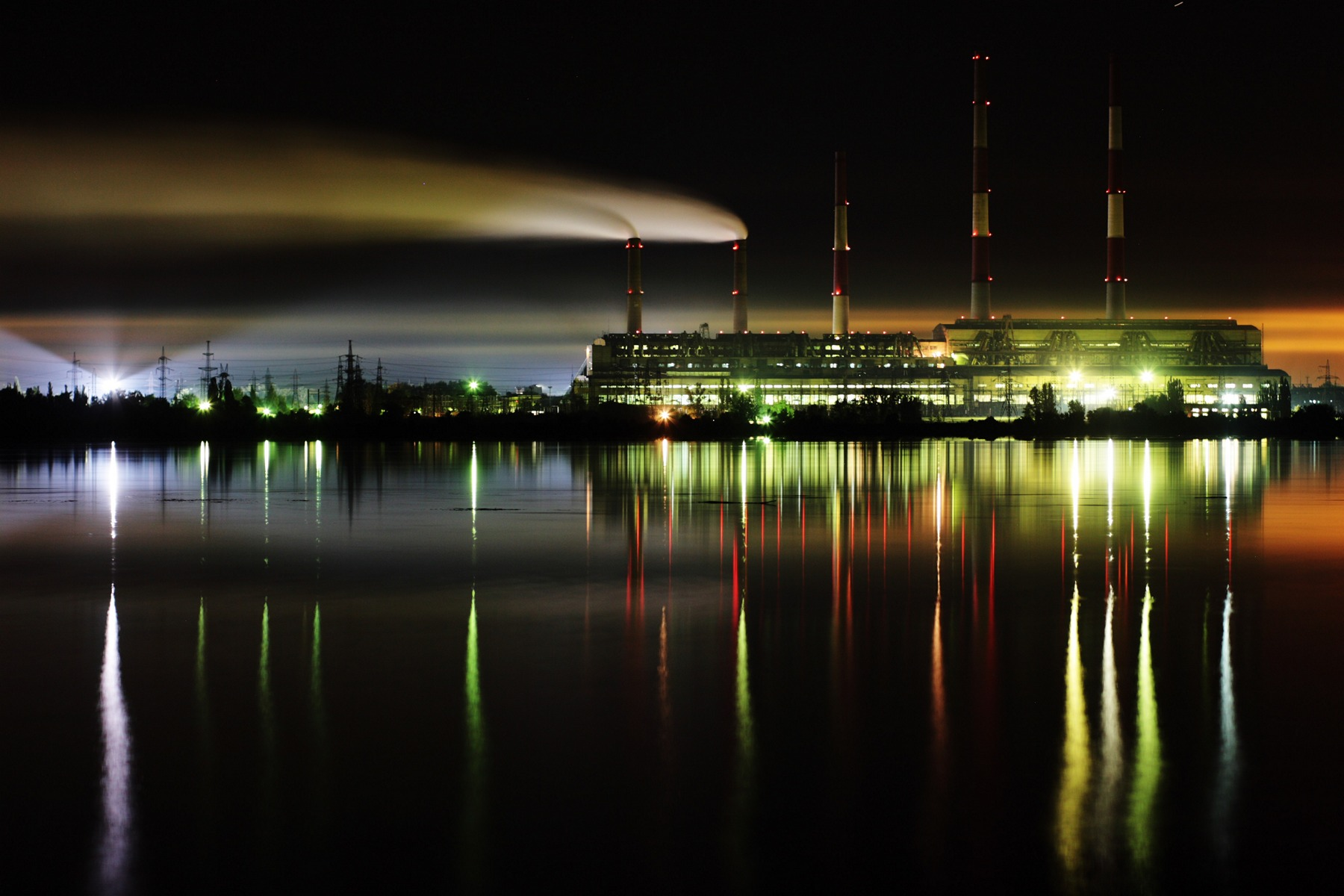
Central térmica de Zmiivska en 2007.

La central térmica de Zmiivska (en ucraniano: Зміївська ТЕС) es una gran central térmica (TEC) en Slobozhanske, Raión de Chujúyiv, óblast de Járkov, Ucrania. Es una de las centrales eléctricas más grandes de Ucrania. Es operada por Centrenergo. Tenía una capacidad instalada de 2.400 MWe y funcionaba principalmente con carbón. La planta fue destruida en su mayor parte durante los bombardeos del 22 de marzo de 2024 sobre Ucrania.

## Historia
La construcción de la central eléctrica fue aprobada en 1955 y entró en funcionamiento en 1960.
Durante la invasión rusa de Ucrania, la planta fue dañada por los rusos en septiembre de 2022. Cuatro trabajadores civiles de la central eléctrica murieron durante ese incidente y el suministro de electricidad y agua se vio afectado. Los daños fueron reparados posteriormente.
En 2023, la planta fue fortificada contra daños de guerra, con la adición de estructuras protectoras alrededor de elementos críticos de las instalaciones de la planta que se suponía que las protegerían contra «fragmentos de cohetes, ataques indirectos de vehículos aéreos no tripulados» y amenazas similares.

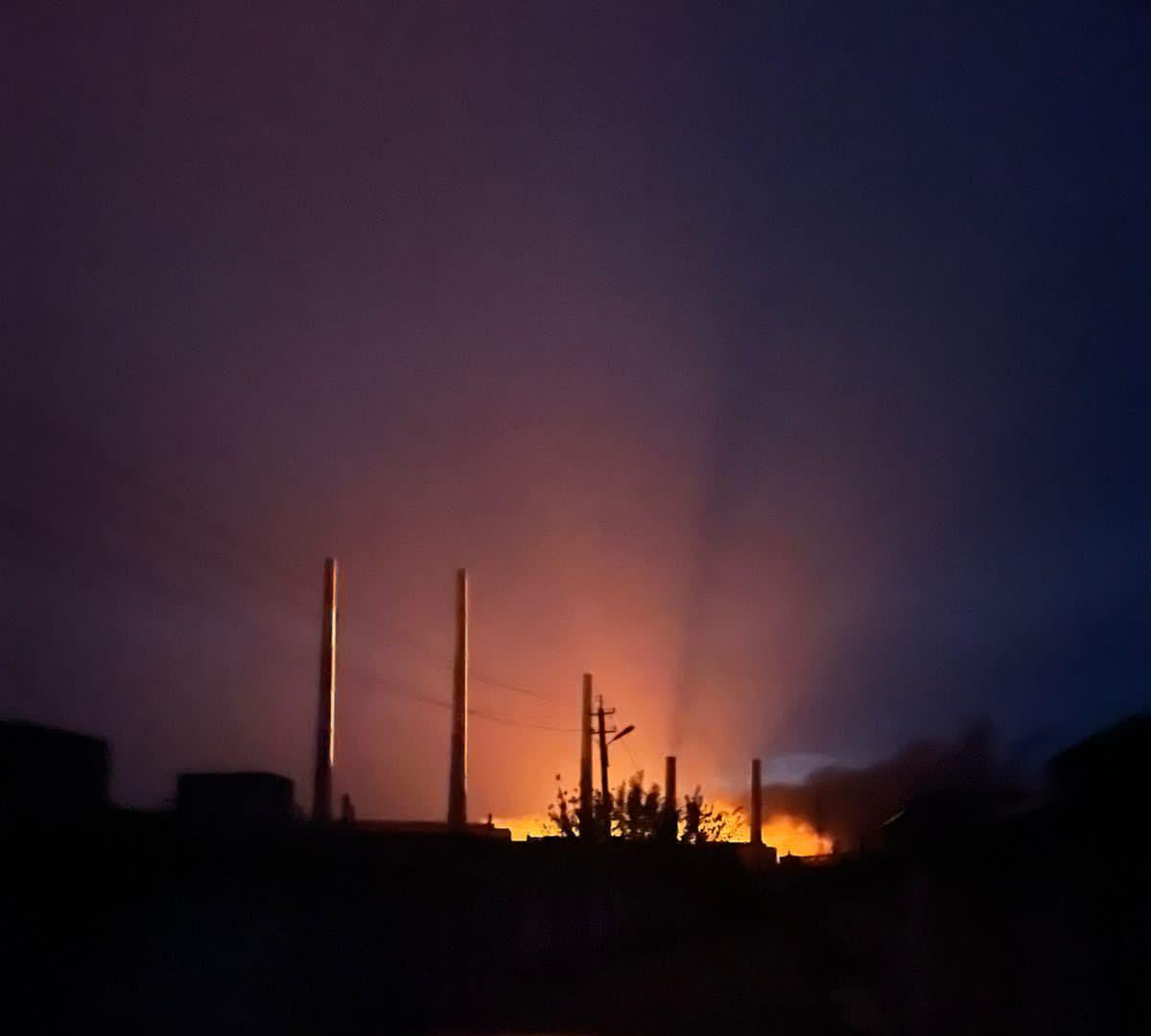
Central térmica de Zmiivska tras el bombardeo ruso, 11 de septiembre de 2022.

Durante los bombardeos del 22 de marzo de 2024 sobre Ucrania, la planta sufrió daños importantes debido al bombardeo ruso y fue descrita como destruida. El representante de su empresa operadora, Centrenergo, señaló que debido a los grandes daños, las reparaciones llevarán mucho tiempo y requerirán ayuda internacional.
Inmediatamente después del ataque, los cortes de energía afectaron a unos 700 000 habitantes de la región; Varios días después, más de 100 000 todavía estaban afectados y se tuvo que implementar un programa de apagones por horas. La planta de Zmiivska fue una de las varias infraestructuras energéticas dañadas durante los ataques del 22 de marzo; Tres días después del ataque, se afirmó que la central combinada de calor y energía Járkov TEC-5 había dejado de funcionar debido a los daños que había sufrido durante el ataque.